# Авария Boeing 737 в Денвере
Авария Boeing 737 в Денвере — авиационная авария, произошедшая вечером 20 декабря 2008 года в аэропорту Денвер. Авиалайнер Boeing 737-524 авиакомпании Continental Airlines выполнял внутренний рейс CO1404 по маршруту Денвер—Хьюстон, но во время разгона по взлётной полосе выкатился за её пределы на несколько сотен метров и разрушился на две части. Также в результате аварии у лайнера оторвался двигатель № 1 (левый), а двигатель № 2 (правый) загорелся. Из находившихся на его борту 115 человек (110 пассажиров и 5 членов экипажа) никто не погиб, но 38 человек получили ранения различной степени тяжести.

## Самолёт
Рейс CO1404 выполнял Boeing 737-524 (регистрационный номер N18611, заводской 27324, серийный 2621), который был выпущен в 1994 году (первый полёт совершил 31 мая). 14 июня того же года был передан авиакомпании Continental Airlines. Оснащён двумя турбовентиляторными двигателями CFM International CFM56-3C1. 21 ноября 2008 года на оба крыла были установлены винглеты. На день аварии совершил 21 511 циклов «взлёт-посадка» и налетал 40 541 час.
В 1995 году совершил аварийную посадку из-за отказа двигателей. После этого инцидента на самолёт были установлены другие двигатели.

## Экипаж и пассажиры
Экипаж рейса CO1404 состоял из 5 человек — 2 пилота и 3 бортпроводника. На борту находились 110 пассажиров.
- Командир воздушного судна (КВС) — 50-летний Дэвид Батлер (англ. David Butler). Очень опытный пилот, проходил службу в ВМС США; на момент ухода из армии в 1993 году налетал 4500 часов. В авиакомпанию Continental Airlines устроился 5 ноября 1997 года (проработал в ней 11 лет и 1 месяц). В должности второго пилота управлял самолётами McDonnell Douglas DC-9, Boeing 737, Boeing 757 и Boeing 767. В должности командира Boeing 737 — с октября 2007 года. Налетал свыше 13 100 часов, свыше 6300 из них на Boeing 737.
- Второй пилот — 34-летний Чед Леванг (англ. Chad Levang). Опытный пилот, в авиакомпании Continental Airlines проработал 1 год и 9 месяцев (с марта 2007 года). Работал в авиакомпании Horizon Air в должности второго пилота DHC-8 (с июня 1999 года по март 2007 года). Налетал свыше 8000 часов, свыше 1500 из них на Boeing 737.
- Бортпроводники:
  - Альберт Фелипе (англ. Albert Felipe),
  - Памела Хоуард (англ. Pamela Howard),
  - Реджина Ресслер (англ. Regina Ressler).

Все пассажиры и члены экипажа выжили. 38 человек из них получили травмы различной степени тяжести. 2 пассажира получили серьёзные ранения, но в тот же вечер их состояние улучшилось.
Также среди тяжелораненых был КВС. Второй пилот получил незначительные травмы.
Все 3 бортпроводника были представлены к награде.

## Хронология событий

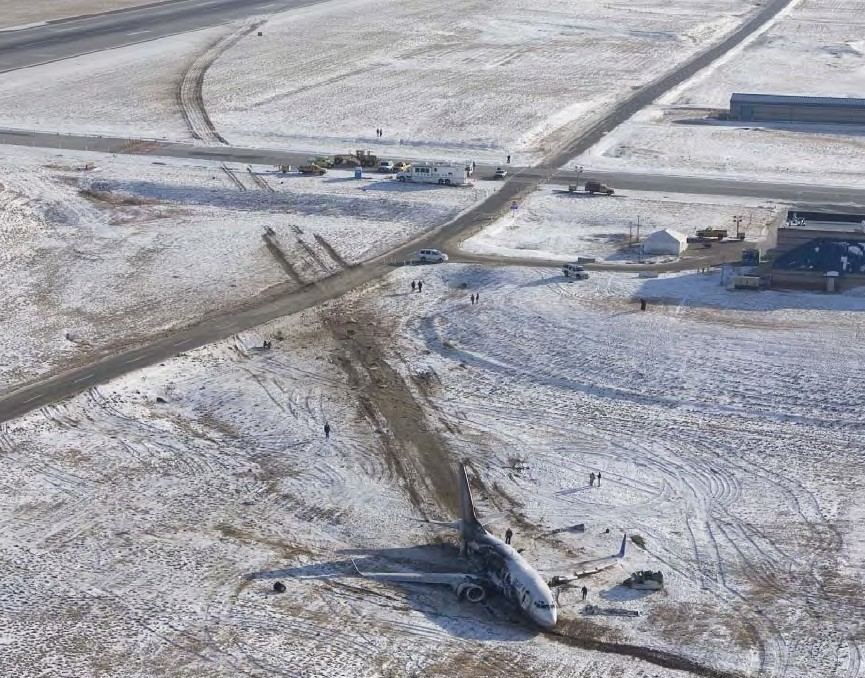
Общий вид места аварии

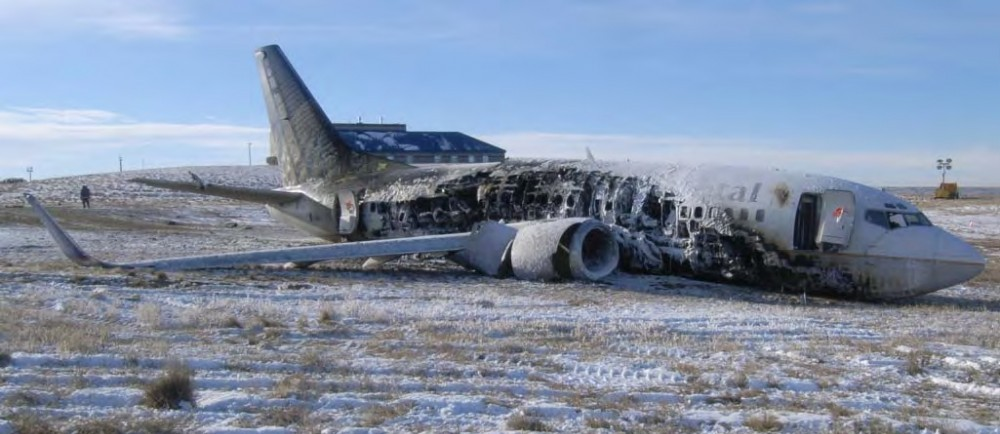
Сгоревший правый борт рейса 1404

В 17:00 Boeing 737-524 борт N18611 прибыл в аэропорт Денвера.
КВС провёл внешний осмотр лайнера, в то время как второй пилот проводил проверку оборудования в кабине экипажа. После того, как командир занял своё место в кабине, пилоты провели стандартные процедуры к подготовке самолёта к рейсу CO1404 из Денвера в Хьюстон.
Авиадиспетчер дал указание экипажу выполнить руление на ВПП № 34R (правая).
В 18:01 была начата буксировка самолёта. Из-за заснеженности перрона аэропорта Денвер командир включил противообледенительную систему и системы защиты двигателей и крыльев от снега и льда.
В 18:17:26 рейс 1404 получил разрешение на взлёт. Второй пилот получил от авиадиспетчера указание рулить на рулёжную дорожку F. Экипаж вырулил на старт ВПП и начал выполнение чек-листа.
КВС решил, что взлётная полоса довольно хорошо очищена от снега и льда и отключил ранее включенные им системы противообледенительной защиты.
Ещё около 2 минут лайнер стоял на ВПП. Авиадиспетчер сообщил экипажу метеосводку — скорость ветра была 27 узлов (50 км/ч, 13 м/сек), направление ветра — 270°, для рейса 1404 он был боковым. Рейс 1404 начал разгон по взлётной полосе, управление самолётом на взлёте осуществлял КВС.
В 18:17:45 командир начал увеличивать тягу двигателей на взлётную, однако выставил её не сразу.
В 18:18:04 второй пилот сообщил КВС о выходе на взлётную тягу обоих двигателей.
В 18:18:13 лайнер резко развернуло влево (это было вызвано сильным порывом бокового ветра со скоростью 50 узлов (92 км/ч, 25 м/сек)). Командир нажал правую педаль, чтобы выровнять самолёт, однако должного эффекта не произошло. За 4 секунды до выкатывания КВС перестаёт нажимать на правую педаль, это усугубляет положение самолёта и в результате приводит к тому, что в 18:18:17 рейс CO1404 выкатился за пределы ВПП. Командир дал команду о прекращении взлёта.
После выкатывания экипаж попытался включил реверс, чтобы затормозить, однако этого сделать не получилось.
Вскоре лайнер переехал овраг глубиной 12 метров, резко подскочил вверх и жёстко рухнул на землю, после чего проскользил по ней ещё несколько сотен метров и вскоре остановился в 1655 метрах от здания аэропорта Денвер.
От удара о землю у лайнера оторвался и отлетел в сторону двигатель № 1 (левый), оставшийся двигатель № 2 (правый) загорелся. Также во время скольжения по земле самолёт разрушился на две части.
Оба пилота из-за сильной боли бездействовали в течение около 2 минут и из-за этого не выполнили аварийный чек-лист. Бортпроводники в салоне начали эвакуацию без указания пилотов.
Вскоре второй пилот отошёл от шока и открыл окно кабины со своей стороны, но заметил пожар двигателя и решил эвакуироваться через кабину.
В кабину пилотов постучал кто-то из бортпроводников. Второй пилот открыл дверь.
В это время командир пришёл в чувство и также попытался встать. Второй пилот и бортпроводник помогли ему покинуть самолёт. Во время этого бортпроводник сообщил второму пилоту, что все пассажиры были эвакуированы.
Все 3 члена экипажа покинули самолёт последними через переднюю дверь.
38 раненых были доставлены в местные больницы. Всего для транспортировки раненых было привлечено 17 автомобилей скорой помощи.
У лайнера после аварии и пожара двигателя № 2 (правого) полностью выгорел весь фюзеляж по правому борту кроме кабины экипажа.

## Расследование

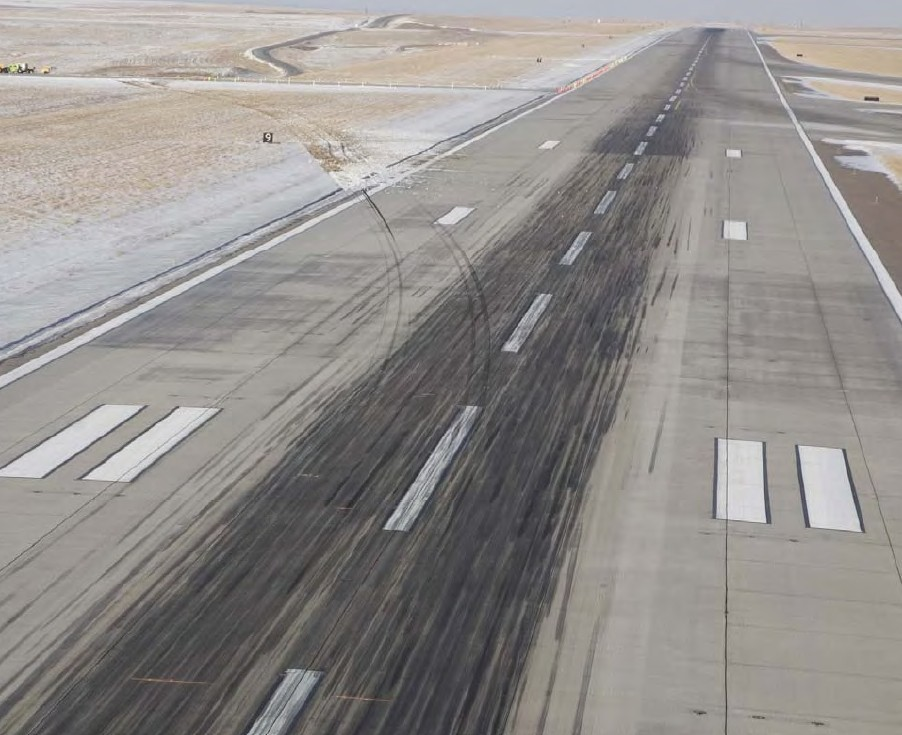
Следы колёс шасси рейса 1404 на ВПП

Расследование причин аварии рейса CO1404 проводил Национальный совет по безопасности на транспорте (NTSB).
Оба бортовых самописца были извлечены из самолёта в удовлетворительном состоянии.
Следователи NTSB опросили второго пилота и бортпроводников рейса 1404 (КВС был тяжело ранен и был не в состоянии принимать участие в расследовании).
Также были изучены следы колёс шасси лайнера на ВПП и за её пределами, метеорологические наблюдения и состояние взлётной полосы в момент взлёта рейса 1404.
Первоначальной версией аварии стала неисправность шасси, но после анализа было установлено, что все стойки шасси были полностью исправны.
17 июля 2009 года следователи NTSB переключились на другую версию аварии: сдвиг ветра.
13 июля 2010 года NTSB опубликовал окончательный отчёт расследования. Согласно отчёту, авария рейса CO1404 произошла из-за ошибок командира экипажа — при сдвиге ветра он перестал нажимать на правую педаль, нажатие на которую должно было сместить лайнер в центр ВПП.
Федеральное управление гражданской авиации США вынесло рекомендации по увеличению безопасности полётов. Среди них — более детальное изучение пилотами подобных ситуаций и предоставление авиадиспетчерами экипажам сразу нескольких метеорологических источников информации вместо средних значений.

## Судебные иски
4 пассажира рейса 1404 подали в суд на компанию «Boeing» (производителя разбившегося самолёта). Они заявили, что получили моральный и физический ущерб и потеряли в аварии своё имущество. Также они обвинили компанию «Boeing» в производстве самолётов с некачественными деталями.
Помимо них ещё 8 пассажиров подали в суд на авиакомпанию Continental Airlines, обвинив её в неправильной подготовке экипажей. Сама Continental Airlines заявила, что будет отстаивать действия пилотов рейса 1404.
Также судебные иски были поданы на Федеральное управление гражданской авиации США, обвинив её в халатности при подготовке экипажей; среди обвинивших управление гражданской авиации в халатности был и командир рейса 1404.

## Культурные аспекты
Авария рейса 1404 Continental Airlines показана в 19 сезоне канадского документального телесериала Расследования авиакатастроф в серии Взлётно-посадочная полоса.

### Комментарии
1. ↑  Здесь и далее указано Североамериканское горное стандартное время — MST